# Kurmademydinae
Kurmademydinae  — підродина вимерлих черепах родини Bothremydidae підряду бокошиїх. 

## Спосіб життя
Жили у прісноводних водоймах. Зустрічалися як у воді, так й на суходолі. Живились безхребетними, земноводними, плазунами, птахами, ссавцями.

## Розповсюдження
Мешкали на території сучасних Індії та Мадагаскару.

## Роди
- Kurmademydinae
  - Kinkonychelys
  - Kurmademys
  - Sankuchemys